# Santiago Ford
Santiago Adolfo Ford Romero (Cuba, 25 de agosto de 1997) es un profesor de educación física y deportista cubano nacionalizado chileno, con especialidad en decatlón y medallista de oro en los Juegos Panamericanos de 2023.

## Biografía
Santiago Ford nació en Cuba el 25 de agosto de 1997. Realizó sus estudios superiores en la Escuela Provincial de Educación Física "Comandante Manuel Fajardo Rivero" de La Habana, en donde se tituló de profesor en Educación Física y Deportes el 30 de mayo de 2017.
Formó parte del equipo de atletismo de Cuba, país del que emigró en 2018 al considerar que no poseía el reconocimiento acorde a su desempeño deportivo. El 8 de septiembre tomó un vuelo con destino a Guyana, en donde estuvo diez días antes de poder ingresar por vía terrestre a Brasil, siguiendo el recorrido en camioneta hasta Manaos, en donde pudo tomar un vuelo hacia Perú; al llegar a Tacna, siguió la línea del ferrocarril cruzando un campo minado para ingresar a territorio chileno.
Durante sus primeros años de estadía en Chile, Ford trabajó como guardia en una discoteca y recibió el apoyo del entrenador Matías Barrera, hospedándose posteriormente en el Centro de Alto Rendimiento como reconocimiento a su desempeño en el salto triple en el Nacional de Atletismo de 2021.
Como forma de reconocer sus méritos deportivos, y a fin de que Ford pudiera competir en el decatlón de los Juegos Panamericanos de 2023 que se desarrollarían en Santiago de Chile, el 28 de junio de 2022 el senador y exatleta Sebastián Keitel presentó una moción para concederle la nacionalidad chilena por gracia; el proyecto fue aprobado el 30 de noviembre y promulgado el 9 de enero de 2023. En 2023 obtuvo su mejor marca personal en el Campeonato Sudamericano de Atletismo desarrollado en São Paulo, y en los Juegos Panamericanos compitió en el decatlón, obteniendo la séptima medalla de oro para la delegación chilena.

## Palmarés
| Año  | Competencia                         | Sede                   | Posición | Evento     | Notas       |
| ---- | ----------------------------------- | ---------------------- | -------- | ---------- | ----------- |
| 2013 | VII Campeonato Mundial de Cadetes   | Donetsk, Ucrania       | 7.ª      | Decatlón   | 6006 puntos |
| 2014 | Campeonato Mundial Juvenil          | Eugene, Estados Unidos | 20.ª     | Decatlón   | 7180 puntos |
| 2016 | Campeonato Mundial Juvenil          | Bydgoszcz, Polonia     | 4.ª      | Decatlón   | 7819 puntos |
| 2019 | Meeting de Velocidad y Saltos       | Santiago, Chile        | 1.ª      | Salto alto | 2.00 m      |
| 2019 | Nacional de Área Saltos y Velocidad | Santiago, Chile        | 1.ª      | Salto alto | 2.03 m      |
| 2019 | Gran Premio Orlando Guaita          | Santiago, Chile        | 2.ª      | Salto alto | 2.06 m      |
| 2023 | Juegos Panamericanos                | Santiago, Chile        | 1.ª      | Decatlón   | 7834 puntos |